# Amor Veríssimo
Amor Veríssimo foi uma série de televisão brasileira exibida pelo canal GNT. Baseada nas obras da Luis Fernando Verissimo,  adaptada por Carla Faour e Maíra Motta, dirigida por Arthur Fontes. O elenco era formado por Gabriela Duarte, Marcelo Faria, Fernanda Paes Leme, Marcelo Serrado, Paulo Tiefenthaler, Letícia Colin, Flávia Garrafa e Pedro Monteiro.

## Enredo
A série é baseada nas principais obras da carreira de Luis Fernando Verissimo, tendo como foco histórias de amor cômicas e românticas de casais clássicos do escritor. Em cada episódio uma trama diferente é contada, com diferentes personagens e participações especiais. Ao todo, durante duas temporadas, 26 histórias diferentes foram contadas.

## Produção
O projeto foi elaborado em dezembro de 2011, quando foram selecionadas 50 histórias diferentes de Luis Fernando Verissimo para possivelmente serem produzidas. Foi realizada uma pesquisa em cima de toda a obra de Veríssimo, da qual foram avaliadas mais de 400 crônicas das quais sairiam as escolhidas. Em outubro de 2013 o elenco foi anunciado, sendo formado por apenas seis atores – Fernanda Paes Leme, Gabriela Duarte, Marcelo Faria, Letícia Colin, Paulo Tiefenthaler e Pedro Monteiro – que se revezariam entre os personagens. Na mesma época as gravações começaram sob a direção de Arthur Fontes e a produção da Conspiração Filmes. Segundo a equipe, a maior a preocupação foi com o naturalismo nas histórias, longe das situações forçadas que acontecem na teledramaturgia normalmente das quais não ocorrem na vida real.
O seriado estreou em 8 de janeiro de 2014 com 13 episódios. Entre as participações especiais da temporada estiveram Luana Piovani, Anna Sophia Folch, Diana Bouth e Vanessa Lóes Em 11 de setembro a segunda temporada foi confirmada, além de ser incluídos Marcelo Serrado e Flávia Garrafa como parte do elenco principal. Em 11 de março de 2015 estreia a segunda temporada com mais 13 episódios.

## Elenco
| Ator/Atriz         | Temporadas | Temporadas | Temporadas |
| Ator/Atriz         | 1ª 2014    | 2ª 2015    |            |
| ------------------ | ---------- | ---------- | ---------- |
| Gabriela Duarte    |            |            |            |
| Marcelo Faria      |            |            |            |
| Fernanda Paes Leme |            |            |            |
| Paulo Tiefenthaler |            |            |            |
| Letícia Colin      |            |            |            |
| Pedro Monteiro     |            |            |            |
| Marcelo Serrado    |            |            |            |
| Flávia Garrafa     |            |            |            |

## Temporadas

### Primeira temporada (2014)
| #  | #  | Título                               |
| -- | -- | ------------------------------------ |
| 1  | 1  | "História de Verão: Uma Leve Brisa"  |
| 2  | 2  | "A Exploração de Marte"              |
| 3  | 3  | "A Vida Não É uma Comédia Romântica" |
| 4  | 4  | "Dinossauro Digital"                 |
| 5  | 5  | "Trauma"                             |
| 6  | 6  | "A Inconstância Humana"              |
| 7  | 7  | "Tentações de Frei Antônio"          |
| 8  | 8  | "Suflê de Queijo"                    |
| 9  | 9  | "Retiro Espiritual"                  |
| 10 | 10 | "Tia Fantástica"                     |
| 11 | 11 | "Estranhando o André"                |
| 12 | 12 | "Vitinho e a Americana"              |
| 13 | 13 | "A Estrategista"                     |

### Segunda temporada (2015)
| #  | #  | Título                        |
| -- | -- | ----------------------------- |
| 1  | 14 | "Vidão"                       |
| 2  | 15 | "Grande Fabião!"              |
| 3  | 16 | "Tá"                          |
| 4  | 17 | "Baboseiras"                  |
| 5  | 18 | "O Maior Clichê"              |
| 6  | 19 | "Fantasia"                    |
| 7  | 20 | "Recaída"                     |
| 8  | 21 | "A Musa"                      |
| 9  | 22 | "Felizes Para Sempre"         |
| 10 | 23 | "Vidas Alheias"               |
| 11 | 24 | "Gravidez de Risco"           |
| 12 | 25 | "Codinome Falcão"             |
| 13 | 26 | "O Maior Desafio de Don Juan" |

## Prêmios e indicações
| Ano  | Prêmio                | Categoria                                     | Resultado | Ref.   |
| ---- | --------------------- | --------------------------------------------- | --------- | ------ |
| 2015 | Prêmio Contigo! de TV | Melhor Série ou Minissérie em Canais Fechados | Indicado  | [ 14 ] |